# Bruno Borrione
 (février 2018).
- Si vous ne connaissez pas le sujet, laissez ce bandeau (vous pouvez alors contacter les auteurs).
- Si vous supprimez le contenu mis en cause (vous pouvez préalablement contacter les auteurs),

argumentez précisément cette suppression dans la page de discussion
(un manque de référence n'est pas un argument ; une recherche réelle de référence doit avoir été effectuée, être formellement documentée).
Bruno Borrione (né à Palaiseau en 1961) est un architecte d'intérieur français, collaborateur à partir de 1985 du designer Philippe Starck.

## Biographie
Diplômé de  l’École Boulle (1978-1984), Bruno Borrione intègre l'équipe de Philippe Starck et participe aux divers projets au Japon (Nani Nani, Asahi) ou aux États-Unis pour
Ian Schrager. En 1989-90, il travaille dans l'agence de Jean-Michel Wilmotte aux projets de rénovation du Grand Louvre et du musée des Beaux-Arts de Lyon.
En 1993, il ouvre son propre studio et dirige parallèlement le département architecture intérieure de Starck : hôtels Hudson (à New York), Delano (à Miami), Mondrian (à Los Angeles) ou St-Martins Lane et Sanderson (à Londres) pour Ian Schrager ; boutiques Alain Mikli (New York, Paris, Dusseldorf, Tokyo) ou librairies pour Benedikt Taschen (Paris, Los Angeles, Bruxelles, Berlin, Copenhague, New York, Londres, Miami), hôtels Faena à Buenos Aires ou Fasano à Rio de Janeiro ; hôtels SLS pour Sam Nazarian à Los Angeles, Las Vegas, New York, etc. De 2014 à 2016, il est le président de la SAS Starck + Borrione (S++B).
En nom propre, il entame une collaboration de plusieurs années avec la chef Anne-Sophie Pic. Parallèlement à des résidences privées (Beyrouth, Londres, Los Angeles, etc.), il continue de concevoir principalement des hôtels et des restaurants à Paris, Madrid, Londres ou New York. En 2020, il est l'architecte de la rénovation de l'hôtel Westminster du Touquet-Paris-Plage.
Bruno Borrione enseigne également l’architecture intérieure à l’école Camondo et assure la direction artistique pour deux éditeurs de meubles.